# Randy Graff
Randy Graff (Brooklyn,23 de maio de 1955) é uma atriz e cantora norte-americana

## Filmografia
- Keys to Tulsa (Keys to Tulsa) (1997)
- Rent (Rent (filme)) (2005)